# フアン・グアイド
フアン・ヘラルド・グアイド・マルケス（スペイン語: Juan Gerardo Guaidó Márquez, スペイン語発音: [hwaŋ heˈɾaɾðo ɣwai̯ˈðo ˈmaɾ.kes] ( 音声ファイル)、1983年7月28日 - ）は、ベネズエラの政治家。
2010年に国民議会のバルガス州選出議員の補欠議員、2015年にバルガス州選出の議員に当選した。2018年12月に国民議会議長に選出された。大統領ウゴ・チャベスやニコラス・マドゥロの反米左翼政権に対する反体制派で、野党連合民主統一会議に参加する政党大衆意思党に所属している。有力な野党政治家を締め出して行われた2018年5月の大統領選挙を違憲と主張し、2019年1月にマドゥロの2期目就任の正統性を否認するとともに憲法233条を根拠に暫定大統領に就任することと大統領選挙をやり直すことを宣言した。彼の宣言はマドゥロ政権及びマドゥロ政権派の最高裁判所からは承認されていないが、アメリカをはじめとする西側諸国からは承認を受けた。ただし暫定大統領となったものの、大統領としての権限等は全くなく自称大統領と宣言しただけに過ぎない。2020年12月6日の総選挙は野党がボイコットしたためグアイドも出馬せず、2021年1月5日に新議会が招集されホルヘ・ロドリゲスが新議長に就任した。
その後、その強硬な姿勢は野党勢力からも反発を受け2022年12月30日に正義第一党を含む3つの野党の提案に基づき、暫定政府の解散が野党派国民議会で可決され、暫定大統領および野党派国民議会議長の地位を失った。

## 経歴

### 生い立ち
1983年7月28日にバルガス州（2019年にラ・グアイラ州へ改称）ラ・グアイラに生まれた。父親はパイロット、母親は教師であり、中産階級の家庭の生まれだった。7人兄弟の1人だった。
1999年に数万人が命を落とした土砂災害「バルガスの悲劇」があり、その災害で友人を亡くし、自らも被災して一時家や学校を失った。この災害に対するウゴ・チャベス政権の無責任な対応を見て政権への不信を募らせたという 。
2007年に首都カラカスにあるカトリカ・アンドレス・ベジョ大学にて産業工学の学位を取得後、米国のジョージ・ワシントン大学とカラカスのビジネススクール高等行政研究学校を卒業した。
ジャーナリストのファビアナ・ロサレス(Fabiana Rosales)と結婚し、娘が一人いる。

### 反米左翼政権への抗議運動
学生時代、チャベスの統治によりベネズエラが全体主義に向かいつつあることを確信するに至った。2007年には、チャベス政権が反政府的な独立テレビ局RCTVの放送免許更新を認めなかったことに対する抗議運動を行う学生運動に参加。同年にチャベスが自らの独裁権強化を狙って実施した憲法改正国民投票の際にも反対運動を行った。

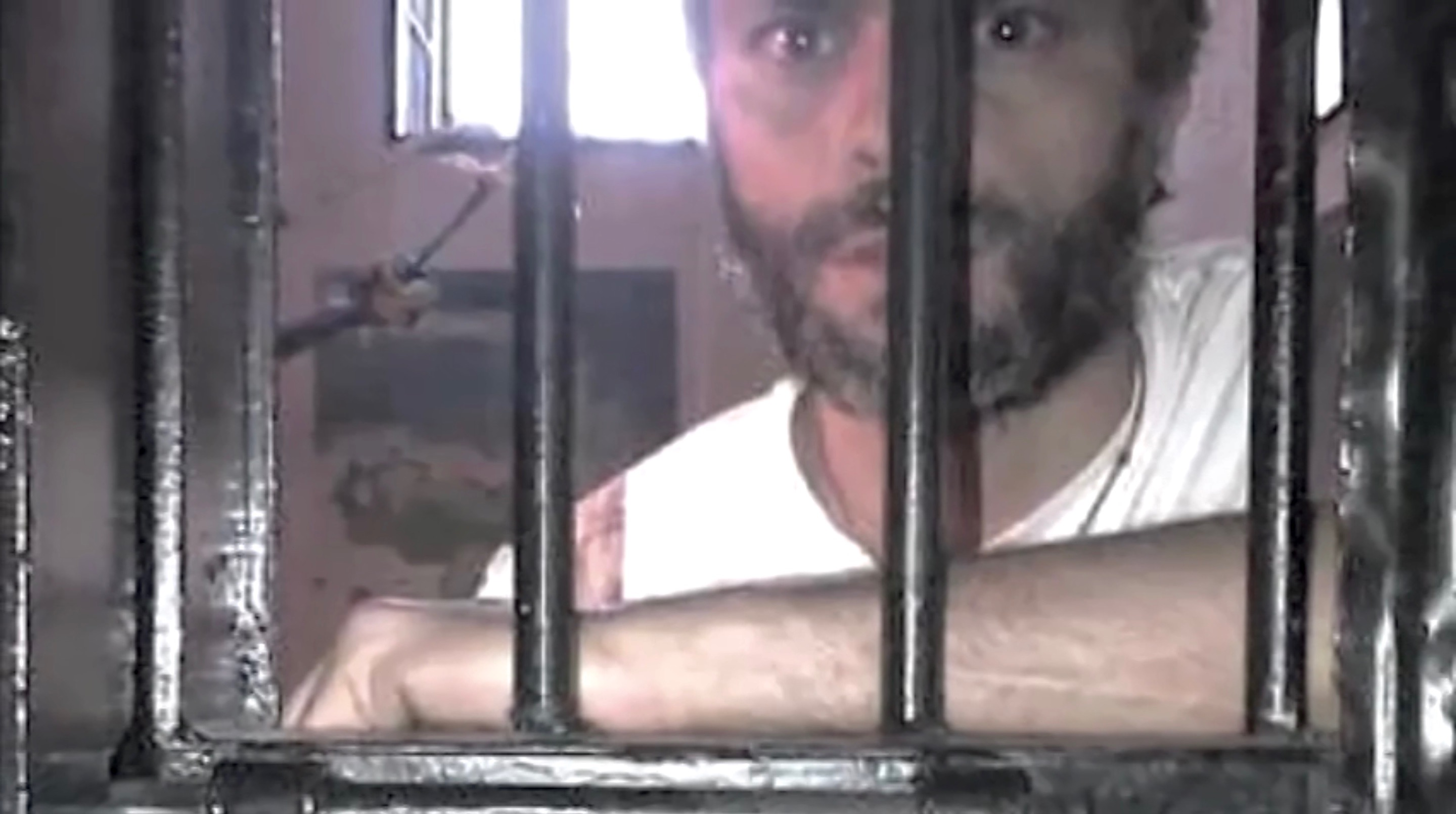
マドゥロ政権により投獄される大衆意思党の党首でグアイドの師であるレオポルド・ロペス(2017年5月16日ラモ・ベルデ刑務所)

2009年にはチャベス政権やニコラス・マドゥロ政権に反対する野党大衆意思党(Voluntad Popular)をレオポルド・ロペスらとともに創設した。同党は社会主義インターナショナルに加盟しており、グアイドの同僚たちはグアイドの政治的立場を「中道」としているが、マドゥロ政権側はグアイドを「右翼」と認定して批判している。
マドゥロ政権による弾圧で投獄や自宅軟禁を受ける大衆意思党の党首レオポルド・ロペスは、数年にわたってグアイドを教え導いたという。グアイドは党内や集会ではロペスの弟子として著名だったが、国際的にはほとんど知名度はなかった。
2019年にロペスはグアイドを国民議会で大衆意思党を率いる指導者に指名した

### 国民議会
2010年の国民議会の選挙でバルガス州から選出された民主統一会議(野党連合)のベルナルド・ゲーラ(Bernardo Guerra)の補欠議員に当選。ついで2015年の国民議会選挙において民主統一会議候補としてバルガス州から選出されて完全な議席を獲得した。
グアイドは2019年まで知名度の高い政治家とは言えなかったが、2015年に選挙を要求するハンガー・ストライキを行った政治家の一人であった。
2017年には国民議会委員会の委員長に就任。2018年には国民議会反対派の長に指名された。
国民議会内でマドゥロ政権の不正を調査し、ベネズエラ国民から盗まれたお金を回収するための独立機関とも協力した。
複数の野党指導者の逮捕に端を発して2017年1月から始まった抗議運動に参加したが、その際にマドゥロ政権側にゴム弾で首を撃たれて傷痕が残る負傷をした。
2017年8月にマドゥロ政権は野党が過半数を占める国民議会から立法権を取り上げるため、与党議員のみで構成される制憲議会を設置。ここを新しい立法機関とし、国民議会の無力化を図った。
2018年1月に国民議会多数派の長に就任した。
2018年12月に国民議会議長に選出され、2019年1月5日に就任した。

### 暫定大統領

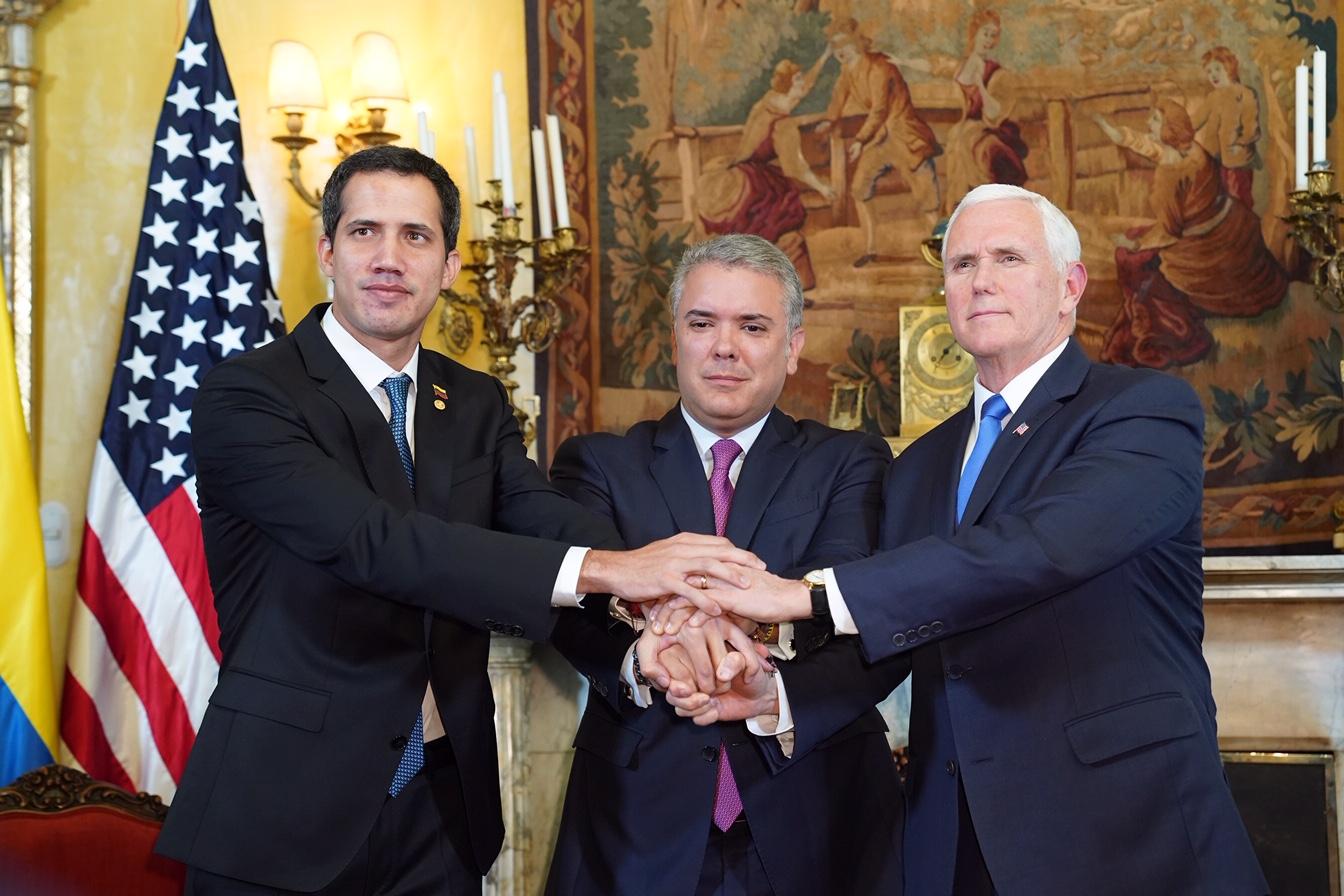
左からグアイド暫定大統領、コロンビアのイバン・ドゥケ大統領、アメリカのマイク・ペンス副大統領（2019年2月25日コロンビア・ボゴタで開催されたリマ・グループの会合）

2018年5月の大統領選挙は、事前に有力な野党政治家の選挙権がはく奪され、それに反発した主要野党がボイコットしている状況下で行われた。マドゥロは国民の投票を監視し、自分に投票しない国民の食糧配給を止めるなどなりふり構わない選挙戦を行って再選された。
マドゥロは2019年1月10日に就任式を行い、2期目に入ることを宣言したが、1月23日、グアイドは昨年大統領選挙は違憲なので2期目は無効であるとし、1月10日をもって大統領が不在となったため憲法233条に基づき、国民議会議長である自分が暫定大統領に就任すること、大統領選挙をやり直すことを宣言した。
グアイドの宣言はマドゥロ政権寄りの最高裁判所によって却下されたが、アメリカ合衆国のドナルド・トランプ大統領は「マドゥロの政権は正統ではない。ベネズエラにおいて唯一正統なのは国民議会である」としてグアイドの暫定大統領就任をただちに承認した。これに対抗してマドゥロ政権はアメリカと断交することを発表したが、米国政府は「グアイド政権を通じてベネズエラとの外交関係を維持する」としている。その後、アメリカに続く形で以下の西側諸国をはじめとする各国がグアイド暫定大統領就任への支持を公式に表明した。
1月30日にはニューヨーク・タイムスにおいてベネズエラの置かれている苦境を次のように述べた。
今後どうすべきかについては次のように述べた。

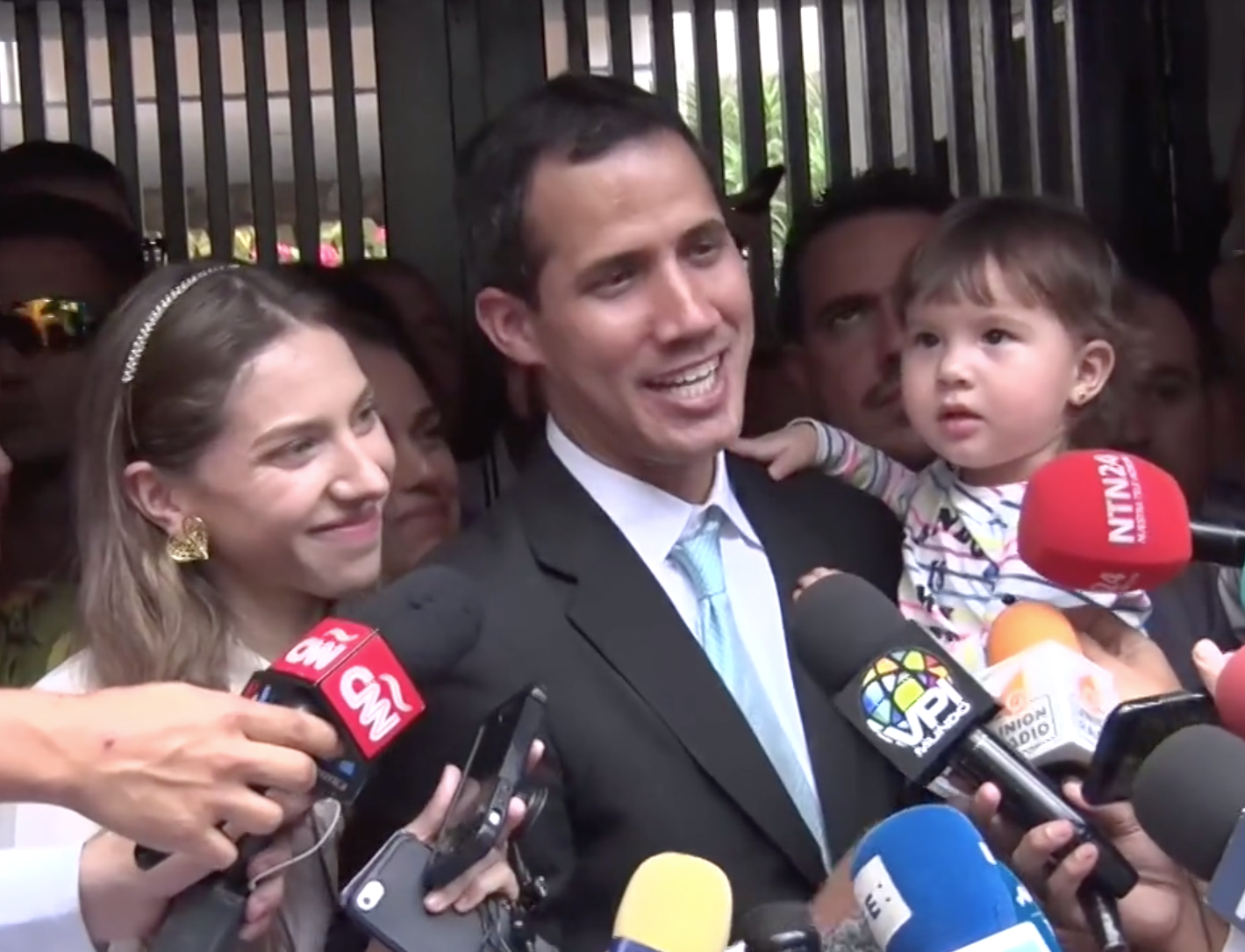
グアイドと妻ファビアナと娘（2019年1月31日）

1月31日にグアイドは、ベネズエラ中央大学での演説でマドゥロ政権の警察特殊部隊FAESが妻ファビアナを尋問をするため家宅捜索を行ったことを明らかにし、「FAESは私の家にとどまっており、ファビアナに面会を求めている。独裁政権はそれで私たちを怖がらせることができると思っている」と批判した。
グアイドは暫定大統領としてアメリカに人道支援の要請を行い、アメリカ政府は了解した。ベネズエラ国内は依然としてマドゥロが実効支配しており、グアイドの実効支配領域は存在しないため、ベネズエラ難民が多く避難しているコロンビアなど近隣諸国に支援物資の集積施設を設置。コロンビア北部ククタに送られた米国の人道支援物資を受け取るため、2月21日に自派議員80名とともにコロンビアに入国した。同日、アメリカの支援物資をベネズエラ国内に搬入することを許可する暫定大統領としての初の大統領令に署名した。
マドゥロ政権は邪魔なグアイドを締め出すことを狙って2月22日にコロンビア国境を封鎖した。マドゥロ政権は「ベネズエラに人道危機など存在しない。米国が援助を利用してクーデタを起こさせようとしている」と主張し、支援物資の受け取りを拒絶。2月23日に支援物資を積んだトラックがコロンビアからベネズエラへ入ろうとしたが、マドゥロ支配下のベネズエラ治安部隊と衝突して多数の死傷者を出した。

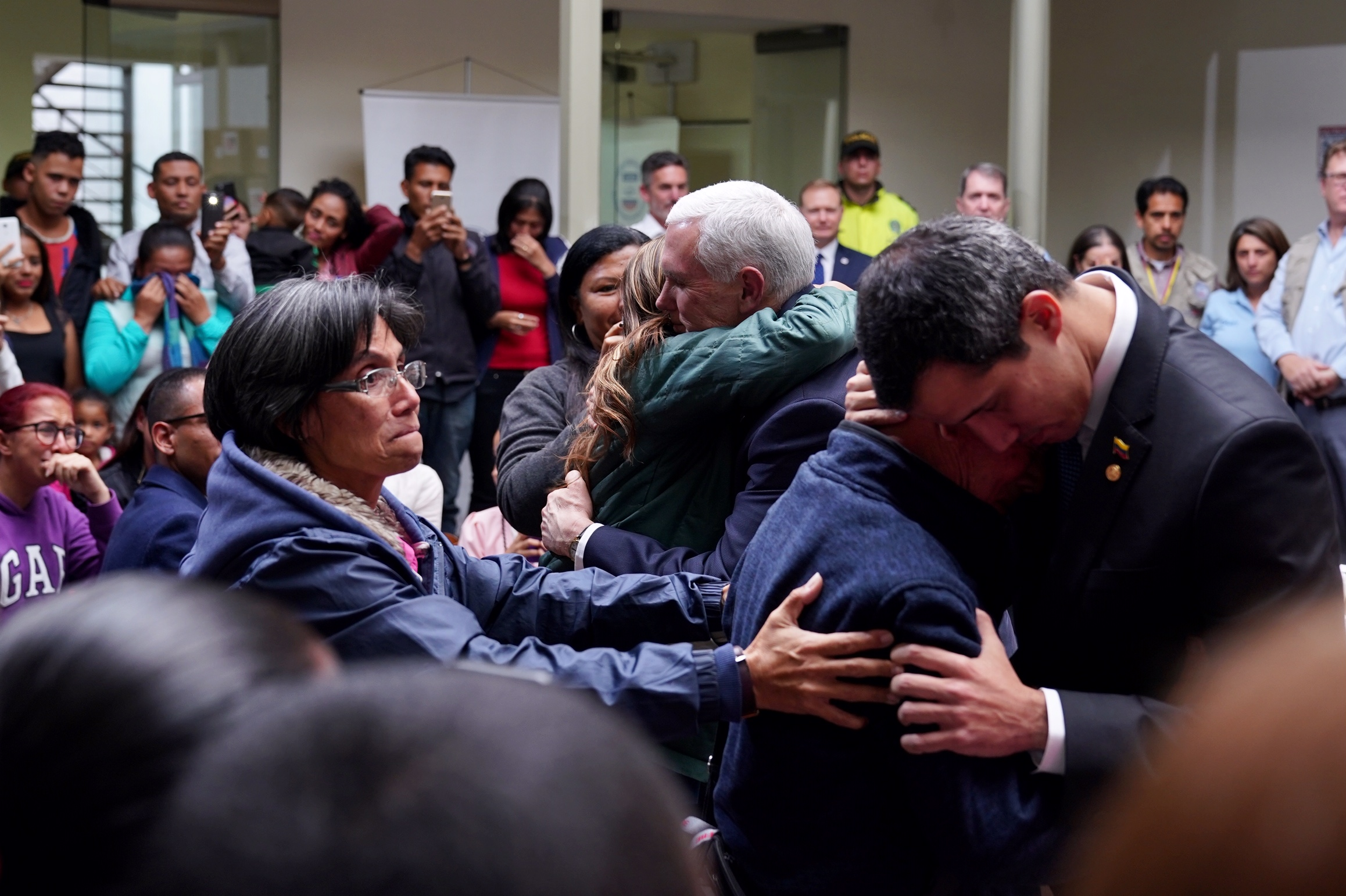
ベネズエラ難民と抱き合うグアイド暫定大統領とペンス米副大統領（2019年2月25日コロンビア・ボゴタ）

2月25日にグアイドはコロンビア首都ボゴタにおいて中南米諸国とカナダで作るリマ・グループの会合に出席した。会合でグアイドは「マドゥロを甘やかすことは米州全体の脅威となる」と訴えた。会合には米国副大統領マイク・ペンスも出席しており、ペンスは「我々は平和的な民主主義への移行を望んでいるが、トランプ大統領は『あらゆる選択肢が俎上に乗っている』と明言してきた」と発言したが、会合は軍事力行使は拒否し、代わりにマドゥロ政権による市民への暴力と支援物資阻止を「人道に対する罪」に認定するよう国際刑事裁判所(ICC)に働きかけることを決議した。またアメリカから5600万ドルのベネズエラ難民支援を取り付けた。
2月28日にはブラジルを訪問し、ジャイール・ボルソナーロ大統領と会談。マドゥロ政権への圧力強化を要請し、ボルソナーロは「ベネズエラに民主主義を取り戻すための努力は惜しまない」と応じた。同日、3月4日までにベネズエラに帰国することを宣言した。2月22日の出国は出国禁止命令に反する形で行われているため、帰国後に拘束される恐れがあり、グアイド本人も記者団に「私や家族はマドゥロ政権から脅迫を受けている。投獄の脅しもある」と語っている。これについて米政府は「マドゥロ政権がグアイドに危害を加えた場合は相応の処置をとる」と警告している。
3月4日に首都カラカス近郊の空港に到着し、ベネズエラに帰国した。マドゥロは帰国次第グアイドを出国禁止命令違反で処罰することをちらつかせていたが、この日に身柄拘束されることはなかった。グアイドの身柄拘束を防ぐためフランス、ドイツ、スペインなど各国の大使が出迎えに空港を訪れており、国際社会の反発を買うことを恐れて即時の身柄拘束を見送ったと見られている。アメリカのマイク・ポンペオ国務長官はグアイドの無事の帰国を歓迎する一方「国際社会は凶悪なマドゥロ政権を倒してベネズエラの民主主義を平和的に回復させるため、一致して圧力をかける必要がある」という見解を表明した。3月6日にマドゥロ政権は、グアイドを出迎えたドイツ大使ダニエル・クライナーを「野党の過激主義者と共謀した」として「ペルソナ・ノン・グラータ」に指名し、ベネズエラから追放すると宣言した。この決定についてグアイドは国民議会で「（マドゥロ政権は）自由な世界に対する脅威だ」と述べて批判した。ドイツ政府も「理解できない決定だ」「欧州のグアイド氏支持はゆるぎない」として「マドゥロ氏を標的とした制裁に賛成する」と表明した。米国政府はマドゥロ政権高官と家族のビザを取り消すとともに外国の金融機関でマドゥロ政権に利益を与えるような取引に関与した者は制裁に直面するとの見解を表明した。
3月28日、ベネズエラの会計検査院のアモロソ院長は、グアイドの海外渡航費の支払いについての説明が不十分だったとし、15年にわたってグアイドを公職から追放すると宣言した。これに対してグアイドは「合法的な国民議会から指名されていないアモロソ氏の発表は無効だ」と主張しており、米政府もこの処分を一蹴している。公職追放処分は象徴的意味合いが強く、実際の影響は軽微と見られている。
4月1日、最高裁はグアイドの不逮捕特権(Fuero parlamentario)のはく奪をマドゥロ派のみで構成される制憲議会に要求。これに対してグアイドは政権に拉致される可能性の懸念を表明した。4月2日に制憲議会はグアイドの不逮捕特権をはく奪し、暫定大統領就任を宣言したことを理由にグアイドを刑事訴追する権限を最高裁に与えると宣言した。これによりグアイドが出国禁止命令違反の容疑で逮捕される恐れが出ている。憲法上不逮捕特権はく奪は国民議会の議決を経なければならないことになっているが、国民議会は制憲議会によって事実上権限を奪われた状態になっている。ただアメリカがグアイドの身の安全を求めてマドゥロ政権に圧力をかけており、マドゥロ政権が逮捕に踏み切るかどうかは不透明。
4月30日に離反兵士らに自宅軟禁から救出されたレオポルド・ロペスとともにビデオメッセージを出し、軍に決起を呼び掛けた。これにより反マドゥロ派の軍人たちが催涙ガスなどで鎮圧にあたるマドゥロ政権側と衝突した。その後ベネズエラ各地で衝突が発生した。マドゥロ政権側はこれを「クーデター」と非難し、「クーデターは失敗に終わった」と主張している。一方アメリカ政府は「アメリカはグアイド氏を暫定大統領だと考えており、明らかにクーデターではない。グアイド氏側による勇敢な行動だ」と述べ、グアイドの行動を支持表明した（2019年ベネズエラ蜂起未遂）。
2020年1月5日、マドゥロの指示を受けた軍が主要な野党議員の国会議場への入場を妨害した。その間にマドゥロ支持派の議員の一部議員のみで議長選が行われ、ルイス・パラを議長に選出した。これに反発した野党議員ら無効を訴え別の場所で独自に議長選を実施し、グアイドを議長に再選した。1月7日、グアイドが国会議場において暫定大統領の再就任を宣誓した。一方、マドゥロ派の最高裁判所は5月26日にルイス・パラを議長として承認した。
2020年5月2日、反体制派が支援していた民間軍事会社「シルバーコープUSA」と志願者によるマドゥロ政権の打倒計画が実行されるが、事前から計画を認知していたベネズエラ当局によって短時間で鎮圧され、最終的に8人の死者と多数の逮捕者を出して失敗した（ギデオン作戦 (2020年)）。後にグアイドとシルバーコープ社の契約書が公開されたが、グアイドはこれを偽造とし関与を否定している。本作戦は杜撰な計画、敵に情報が漏れていたなど共通点が多いピッグス湾事件と比較される。
2020年5月後半にMeganálisisが実施した世論調査によると、グアイドを大統領として信頼していないと回答した人が88パーセントにのぼり、マドゥロ政権打倒計画については85パーセントの人が「非常に悪い」と評価した。なお同調査ではマドゥロ政権について、71.5パーセントの人が不満をもっていると回答している。
2020年12月6日、野党がボイコットを宣言する中で国会の選挙が実施され、マドゥロ率いるベネズエラ統一社会党が勝利。ルイス・パラに代わる新議長としてホルヘ・ロドリゲスが選出され、2021年1月5日に就任した。アメリカ政府も欧州連合も選挙結果を認めてはいないが、アメリカが引き続きグアイドを暫定大統領として承認する一方、欧州連合はグアイドを「特権を持つ対話相手」とし野党側国民議会の承認を継続しながらも、議長職を失ったことを理由に暫定大統領の承認を取り下げた。
2022年12月24日に正義第一党を含む3つの野党が暫定政府を解散するとともに、外国資産を管理する5人のメンバーからなる委員会を創設することを提案し、賛成72票、反対29票、棄権8票で承認された。これをうけて2023年1月5日に暫定政府は解散され、グアイドも暫定大統領の地位を失った。また野党派国民議会の新議長としてディノラ・フィゲラが選出された。アメリカ合衆国国務省は2023年1月3日の記者会見で2015年の国民議会の支持を改めて表明したが、グアイドの暫定大統領の承認については言及を避けた。

## グアイドを承認していた国

ベネズエラ
マドゥロを承認した国
中立宣言した国
発言がない国
グアイドを承認した国
国民議会支持を表明した国

2019年2月28日時点で、以下の国々がグアイド暫定大統領を支持していた。マドゥロの2期目の大統領就任を支持している国はニコラス・マドゥロ#マドゥロを承認している国を参照。グアイド支持を明言せずに国民議会支持を表明している国は国民議会 (ベネズエラ)#国民議会を支持している国を参照。
- 北米
  -  アメリカ合衆国[32]
  -  カナダ[65]
- ヨーロッパ
  -  イギリス[66]
  -  フランス[66]
  -  ドイツ[66]
  -  オランダ[67]
  -  ベルギー[66]
  -  ルクセンブルク[67]
  -  スペイン[66]
  -  ポルトガル[67]
  -  アンドラ[68]
  -  デンマーク[67]
  -  スウェーデン[67]
  -  フィンランド[67]
  -  アイルランド[69]
  -  アイスランド[70]
  -  オーストリア[67]
  -  チェコ[67]
  -  ポーランド[67]
  -  ハンガリー[71]
  -  ルーマニア[72]
  -  スロベニア[73]
  -  モンテネグロ[74]
  -  マルタ[75]
  -  ブルガリア[76]
  -  クロアチア[67]
  -  アルバニア[77]
  -  北マケドニア[78]
  -  リトアニア[67]
  -  エストニア[67]
  -  ラトビア[67]
  -  ジョージア[79]
- アジア太平洋
  -  日本[80]
  -  韓国[81]
  -  イスラエル[82]
  -  オーストラリア[83]
  -  ミクロネシア連邦[84]
  -  マーシャル諸島[85]
- 南米
  -  ブラジル[65]
  -  アルゼンチン[86]
  -  コロンビア[87]
  -  チリ[32]
  -  ペルー[65][88]
  -  パラグアイ[32]
  -  エクアドル[32]
- 中米
  -  コスタリカ[88]
  -  パナマ[88]
  -  ドミニカ共和国[88]
  -  バハマ[88]
  -  ホンジュラス[88]
  -  グアテマラ[88]
  -  ハイチ[88]